# Eltons 12
Eltons 12 ist eine Spielshow auf RTL, die von Elton moderiert wird. Frank Buschmann ist Kommentator der Sendung. In jeder Episode treten zwölf Prominente in verschiedenen Disziplinen gegeneinander an und können 100.000 Euro gewinnen.

## Entstehung und Ausstrahlung
Die Show wurde von Stefan Raab entwickelt und nach seiner TV-Rückkehr 2024 von seinem Produktionsunternehmen Raab Entertainment in den MMC Studios produziert. Alle Aufzeichnungen der ersten Staffel fanden im November 2024 statt.

## Sendungskonzept
Die Spiele bei Eltons 12 erinnern an die anderer Shows aus Raabs Feder wie Schlag den Raab: Neben Wissens-, Schätz- und Fragespielen am Spielepult (als Pultspiele bezeichnet) geht es in anderen um Geschicklichkeit und Sportlichkeit. Der Moderator lost per Glücksrad die Teilnehmerkombinationen für sechs Spiele aus, in denen je zwei der zwölf Prominenten gegeneinander antreten. Für die letztmögliche Kombination bestimmt das Los lediglich, wer der beiden Kontrahenten das Spiel beginnt. Die sechs in der ersten Runde siegreichen Kandidaten spielen weiterhin im Duell-Modus drei Viertelfinale. Darauf folgt das Halbfinale in Form von zwei oder mehr Triellen. Dabei treten die drei Viertelfinal-Gewinner gleichzeitig gegeneinander an. Wer hier verliert, verliert auch eines von zwei „Leben“. Wer im nächsten oder ggf. weiteren nötigen Triellen sein zweites „Leben“ verliert, scheidet aus. Das Finale ist damit wieder ein Duell – um 100.000 Euro.

## Folgen und Teilnehmer
Die Teilnehmer je einer Episode haben eine Gemeinsamkeit. In Folge 1 spielten zwölf Sieger unterschiedlicher Wettbewerbe. Folge 2 sah ehemalige Teilnehmer der Reality-Show Ich bin ein Star – Holt mich hier raus! (Dschungelcamp), darunter drei Gewinner (Dschungelkönige). Folge 3 bestritten Profitänzer und Gewinner der Tanzshow Let’s Dance, Folge 4 Musiker.
| Folge | Teilnehmergruppe   | Sieger              | Viertelfinalist     | Finalist            | Viertelfinalist     | Halbfinalist        | Viertelfinalist     |
| Folge | Ausstrahlungsdatum | Vorrundenteilnehmer | Vorrundenteilnehmer | Vorrundenteilnehmer | Vorrundenteilnehmer | Vorrundenteilnehmer | Vorrundenteilnehmer |
| ----- | ------------------ | ------------------- | ------------------- | ------------------- | ------------------- | ------------------- | ------------------- |
| 1     | Sieger             | Tom Beck            | Sarah Engels        | Stella Stegmann     | Axel Stein          | Cathy Hummels       | Negah Amiri         |
| 1     | 30. November 2024  | Jasna Fritzi Bauer  | Christian Jährig    | Twenty4tim          | Franziska Knuppe    | Nemo                | Fabian Hambüchen    |
| 2     | Dschungelstars     | Prince Damien       | Fabio Knez          | Lucy Diakovska      | Thorsten Legat      | Mike Heiter         | Giulia Siegel       |
| 2     | 4. Januar 2025     | Larissa Marolt      | Danni Büchner       | Gisele Oppermann    | Filip Pavlović      | Gigi Birofio        | Kader Loth          |
| 3     | Let’s Dance        | Rúrik Gíslason      | Massimo Sinató      | Kathrin Menzinger   | Ekaterina Leonova   | Gabriel Kelly       | Valentin Lusin      |
| 3     | 8. März 2025       | Magdalena Brzeska   | Isabel Edvardsson   | Christina Hänni     | Renata Lusin        | Zsolt Sándor Cseke  | René Casselly       |
| 4     | Musiker            | Luca Hänni          | Gregor Meyle        | Alec Völkel         | Sascha Vollmer      | Tim Bendzko         | Oli P.              |
| 4     | 14. Juni 2025      | Max Giesinger       | Ross Antony         | Stefan Mross        | Alle Farben         | Joey Kelly          | Lucas Cordalis      |

Legende: 0_ Gewinner 0 _ Finalist und Halbfinalist 0 _ Viertelfinalist 0 _ Vorrundenteilnehmer
Gewinner, Finalist und Halbfinalist jeder Sendung sind farblich hervorgehoben. Rechts neben ihnen sind die jeweiligen Viertelfinalgegner aufgeführt. Unter allen Finalisten, Halb- und Viertelfinalisten sind in Kleinschrift deren Vorrundengegner genannt.

## Trivia
- Der Sendungsname ist an der Ocean-Filmreihe angelehnt.[4]
- Der Gewinner der ersten Sendung wurde bereits vor dem Ende der TV-Ausstrahlung in den Medien publiziert, da die Mediensperre bis zu dem von RTL genannten Ausstrahlungsende um Mitternacht bestand, die Ausstrahlung in Wirklichkeit aber erst nach 1 Uhr beendet wurde.[5]
- Stefan Raab, Ideengeber und Produzent der Show, trat in der ersten Folge selbst in Erscheinung und leitete eines der Quizspiele.